# Айн-ель-Баша
Айн-ель-Баша (араб. عين الباشا) — місто в Йорданії. Населення — 60 191 особа. Посідає друге місце за чисельністю населення в провінції Ель-Балка (після Ес-Салту). Фактично є передмістям Амману, столиці країни. Поруч із містом також розташований Ель-Бакаа — найбільший табір для біженців у країні, в якому мешкають понад 100 тис. осіб.
З арабської мови назва Айн-ель-Баша буквально перекладається як «джерело паші». Паша́ — турецький титул, який присвоювався високим військовим та цивільним особам. Місто отримало таку назву через те, що Ібрагім-паша випив води з джерела, проїжджаючи крізь цю місцевість.
| Йорданія | Це незавершена стаття з географії Йорданії. Ви можете допомогти проєкту, виправивши або дописавши її. |